# لويز موت
لويز موت هو مؤرخ وعالم إنسان وأستاذ جامعي وسياسي برازيلي، ولد في 6 مايو 1946 في البرازيل.